# Aleksandr Fomin
Aleksandr Sergeyevich Fomin (en ruso: Александр Серге́евич Фомин; nacido el 11 de septiembre de 1988) es un futbolista profesional en ruso: Александр Серге́евич Фомин Actualmente,  juega para FC Ryazan.